# Головко Павло Андрійович
Павло Андрійович Головко (31 грудня 1925, Київ — 30 липня 1961) — Герой Радянського Союзу.

## Біографія
Народився 31 грудня 1925 року в Києві в сім'ї робітника. Українець. У травні 1942 року призваний до лав Червоної армії. У боях німецько-радянської війни з липня 1942 року. Воював на 2-му Українському фронті.
13 березня 1944 року автоматник 529-го стрілецького полку 163-ї стрілецької дивізії 40-ї армії 2-го Українського фронту рядовий П. А. Головко в складі групи автоматників одним з перших переправився через річку Південний Буг біля села Ладижина (нині місто Вінницької області). На правому березі група відбила кілька контратак противника і забезпечила переправу інших підрозділів полку.
Указом Президії Верховної Ради СРСР від 13 вересня 1944 року за мужність і героїзм, проявлені при форсуванні Південного Бугу й утриманні плацдарму на його західному березі рядовому Павлу Андрійовичу Головку присвоєно звання Героя Радянського Союзу з врученням ордена Леніна і медалі «Золота Зірка» (№ 4 274) .
Член ВКП(б) з 1945 року. У 1946 році старшина П. А. Головко демобілізувався. Жив і працював у Києві. Помер 30 липня 1961 року. Похований на Лісовому кладовищі.

## Нагороди
Нагороджений орденом Леніна, орденом Вітчизняної війни 1-го ступеня, медалями.